# هيسانوري يوكوتا
هيسانوري يوكوتا (باليابانية: 横田久則؛ بالكانا: よこた ひさのり) هو لاعب كرة قاعدة ياباني، ولد في 8 سبتمبر 1967 في واكاياما في اليابان.

## وصلات خارجية
- هيسانوري يوكوتا على موقع الدوري الياباني لكرة القاعدة (الإنجليزية)
- هيسانوري يوكوتا على موقعبيزبول رفرنس.كوم (الدوري الثانوي) (الإنجليزية)